# ديميرسون برونو كوستا
ديميرسون برونو كوستا (بالبرتغالية: Demerson Bruno Costa‏) (13 مارس 1986 ببيلو هوريزونتي في البرازيل - ) هو لاعب كرة قدم برازيلي في مركز الدفاع. لعب مع نادي باهيا ونادي كوريتيبا.

## روابط خارجية
- ديميرسون برونو كوستا على موقع قاعدة بيانات كرة القدم.إي يو (الإنجليزية)
- ديميرسون برونو كوستا على موقع Soccerway.com (الإنجليزية)